# 578622 Fergezsuzsa
578622 Fergezsuzsa este o planetă minoră (asteroid) din centura de asteroizi. A fost descoperită pe 21 octombrie 2012 la Piszkéstetői Obszervatórium⁠(d) de . 
Obiectul prezintă o orbită caracterizată de o semiaxă mare de 3,0275099924214 UAi, o excentricitate de 0,26440684958714, o înclinație de 10,384556614306 ° în raport cu ecliptica.